# Ingo Hoffmann
Ingo Hoffmann, né le 28 février 1953 à São Paulo au Brésil, est un ancien pilote automobile brésilien. Auteur d'un bref passage en Formule 1, il a surtout brillé dans le championnat du Brésil de stock car qu'il a remporté à 12 reprises.

## Biographie
Ingo Hoffmann commence le sport automobile en 1972 à l'âge de 19 ans dans des épreuves brésiliennes de saloon car, au volant d'une Volkswagen 1 600 cm3. Ses titres de champion du Brésil de 3e division en 1973 puis en 1974 lui permettent d'accéder à la monoplace dans le championnat du Brésil de Formule Super Vee. À cette occasion, il se lie avec Richard Divila et Wilson Fittipaldi, en train de créer l'écurie de Formule 1 Copersucar-Fittipaldi. En 1975, grâce au soutien de l'aîné des frères Fittipaldi, Hoffmann part en Europe pour y disputer les championnats d'Europe et de Grande-Bretagne de Formule 3. Une victoire à Oulton Park lui permet de se classer à la sixième place de la British F3, un résultat prometteur compte tenu de sa faible expérience en monoplace. En fin d'année, il court également sur une Chevron de Formule 5000 et effectue ses premiers tours de roues en Formule 1, au volant d'une Fittipaldi, dans le cadre d'essais privés.
Suite logique de son amitié avec Wilson Fittipaldi, Hoffmann est engagé en 1976 pour piloter la deuxième monoplace de l'écurie brésilienne, engagée dans seulement quatre courses. Il fait ses débuts en Grand Prix au Brésil à Interlagos. Qualifié 20e, il rallie l'arrivée à une méritoire 11e place, se permettant ainsi de devancer son coéquipier Emerson Fittipaldi. Cette prometteuse prestation restera sans suite puisque lors de ses trois autres apparitions de l'année en Grand Prix (à Long Beach, à Jarama et au Castellet), il ne parvient pas à se qualifier. Parallèlement, il participe au championnat d'Europe de Formule 2 sur une March-Hart engagée par Willi Kauhsen, mais sans grands résultats
Hoffman retrouve la Formule 1 en 1977, théoriquement à temps plein, l'écurie Copersucar-Fittipaldi étant en mesure d'aligner deux voitures sur toute la saison. Après avoir été contraint à l'abandon lors de la manche d'ouverture en Argentine, il se montre à son avantage lors de la course suivante au Brésil et profitant de l'hécatombe des leaders, est en position de marquer le point de la sixième place jusqu'à ce qu'une crevaison lente le fasse retomber à la septième et dernière place à quelques tours de l'arrivée. Cela restera le meilleur résultat d'Hoffmann en Formule 1, son écurie renonçant finalement à aligner une deuxième voiture lors des épreuves suivantes. Il retourne en Formule 2, cette fois dans l'écurie Project Four de Ron Dennis, qui engage une Ralt-BMW. Grâce à une belle série de trois podiums consécutifs, il termine à la septième place du championnat, mais à distance respectable de son coéquipier Eddie Cheever. Toujours chez Project Four en 1978, il termine sixième du championnat d'Europe et remporte l'épreuve hors-championnat de Buenos Aires. 
Sans perspectives d'avenir en Europe, Hoffmann décide de revenir au Brésil en 1979, afin d'y disputer le tout nouveau championnat national de stock car, créé à l'initiative de Chevrolet. Immédiatement performant, il remporte le titre en 1980, puis récidive en 1985, avant d'être sacré six fois consécutivement entre 1989 et 1994. Il rajoute trois nouveaux titres consécutifs entre 1996 et 1998, puis une douzième et dernière couronne en 2002. Il gagne les Mil Milhas Brasil en 2003, et met un terme à sa carrière à l'issue de la saison 2008. 
Pour lui rendre hommage, son compatriote Rubens Barrichello a porté un casque reprenant ses couleurs traditionnelles lors du Grand Prix du Brésil 2008.

## Résultats en championnat du monde de Formule 1
| Saison | Écurie                | Châssis   | Moteur  | Pneus    | GP disputés | Points inscrits | Classement |
| ------ | --------------------- | --------- | ------- | -------- | ----------- | --------------- | ---------- |
| 1976   | Copersucar-Fittipaldi | FD03 FD04 | Ford V8 | Goodyear | 1           | 0               | n.c.       |
| 1977   | Copersucar-Fittipaldi | FD04      | Ford V8 | Goodyear | 2           | 0               | n.c.       |